# PRMT2
PRMT2 (англ. Protein arginine methyltransferase 2) – білок, який кодується однойменним геном, розташованим у людей на короткому плечі 21-ї хромосоми. Довжина поліпептидного ланцюга білка становить 433 амінокислот, а молекулярна маса — 49 042.
| 10         |  | 20         |  | 30         |  | 40         |  | 50         |
| ---------- |  | ---------- |  | ---------- |  | ---------- |  | ---------- |
| MATSGDCPRS |  | ESQGEEPAEC |  | SEAGLLQEGV |  | QPEEFVAIAD |  | YAATDETQLS |
| FLRGEKILIL |  | RQTTADWWWG |  | ERAGCCGYIP |  | ANHVGKHVDE |  | YDPEDTWQDE |
| EYFGSYGTLK |  | LHLEMLADQP |  | RTTKYHSVIL |  | QNKESLTDKV |  | ILDVGCGTGI |
| ISLFCAHYAR |  | PRAVYAVEAS |  | EMAQHTGQLV |  | LQNGFADIIT |  | VYQQKVEDVV |
| LPEKVDVLVS |  | EWMGTCLLFE |  | FMIESILYAR |  | DAWLKEDGVI |  | WPTMAALHLV |
| PCSADKDYRS |  | KVLFWDNAYE |  | FNLSALKSLA |  | VKEFFSKPKY |  | NHILKPEDCL |
| SEPCTILQLD |  | MRTVQISDLE |  | TLRGELRFDI |  | RKAGTLHGFT |  | AWFSVHFQSL |
| QEGQPPQVLS |  | TGPFHPTTHW |  | KQTLFMMDDP |  | VPVHTGDVVT |  | GSVVLQRNPV |
| WRRHMSVALS |  | WAVTSRQDPT |  | SQKVGEKVFP |  | IWR        |  |            |

A: Аланін

C: Цистеїн

D: Аспарагінова кислота

E: Глутамінова кислота

F: Фенілаланін

G: Гліцин

H: Гістидин

I: Ізолейцин

K: Лізин

L: Лейцин

M: Метіонін

N: Аспарагін

P: Пролін

Q: Глутамін

R: Аргінін

S: Серин

T: Треонін

V: Валін

W: Триптофан

Кодований геном білок за функціями належить до трансфераз, метилтрансфераз. 
Задіяний у такому біологічному процесі, як альтернативний сплайсинг. 
Білок має сайт для зв'язування з S-аденозил-L-метіоніном. 
Локалізований у цитоплазмі, ядрі.